# Fridericia deformis
Fridericia deformis är en ringmaskart som beskrevs av Friedrich Alfred Gustav Jobst Möller 1971. Fridericia deformis ingår i släktet Fridericia, och familjen småringmaskar. Arten är reproducerande i Sverige.